# Cryptotis mayensis
Cryptotis mayensis és una espècie de mamífer de la família de les musaranyes (Soricidae). Se'l coneix principalment de les planúries de Guatemala, Belize i la península mexicana de Yucatán, on se'l troba en matollars secs i selves tropòfiles seques a elevacions inferiors a 100 m. Està amenaçat per la desforestació.